# Matteo Pelucchi
Matteo Pelucchi (Giussano, 21 de enero de 1989) es un ciclista italiano que fue profesional entre 2011 y 2021.

## Trayectoria
Se ha destacado por su velocidad de punta. En la categoría junior, en 2007 ganó varias medallas en los campeonatos nacionales de pista tanto en keirin, como en velocidad individual y kilómetro contrarreloj. Como amateur, ha conseguido varias victorias. Su proyección de futuro lo llevó a estar concentrado con el equipo Katusha al inicio de la temporada 2010.
Para la temporada 2011 pasó a ser profesional con el equipo español Geox-TMC. Debutó en el Tour de Omán y en febrero logró su primera victoria en la Clásica de Almería.
En 2012, tras la desaparición del equipo Geox, pasó al equipo francés Europcar y al año siguiente al nuevo equipo suizo IAM.
En octubre de 2021 anunció su retirada al finalizar la temporada.

## Palmarés
2011
- Clásica de Almería

2012
- 1 etapa de los Cuatro Días de Dunkerque
- 1 etapa de la Ronde de l'Oise

2013
- 1 etapa del Circuito de La Sarthe

2014
- 1 etapa de la Tirreno-Adriático
- 1 etapa de la Vuelta a Burgos

2015
- 2 trofeos de la Challenge Ciclista a Mallorca (Trofeo Santañí-Las Salinas-Campos y Trofeo Playa de Palma-Palma)
- 2 etapas del Tour de Polonia

2018
- 1 etapa del Tour de Eslovaquia

2019
- 2 etapas del Tour de Langkawi
- 1 etapa de la Vuelta a Aragón
- 1 etapa del Tour Poitou-Charentes en Nueva Aquitania
- 2 etapas del Tour del Lago Taihu

## Resultados en Grandes Vueltas
| Carrera | Carrera         | 2011 | 2012 | 2013 | 2014 | 2015 | 2016 | 2017  | 2018 | 2019 | 2020 | 2021 |
| ------- | --------------- | ---- | ---- | ---- | ---- | ---- | ---- | ----- | ---- | ---- | ---- | ---- |
|         | Giro de Italia  | —    | —    | —    | —    | Ab.  | Ab.  | F. c. | —    | —    | —    | ―    |
|         | Tour de Francia | —    | —    | —    | —    | —    | —    | —     | —    | —    | —    | ―    |
|         | Vuelta a España | —    | —    | —    | Ab.  | Ab.  | —    | —     | —    | —    | —    | ―    |

—: no participa

Ab.: abandono

F. c.: fuera de control

## Equipos
- Geox-TMC (2011)
- Team Europcar (2012)
- IAM Cycling (2013-2016)
- Bora-Hansgrohe (2017-2018)
- Androni Giocattoli-Sidermec (2019)
- Bardiani-CSF-Faizanè[5] (2020)
- Qhubeka[6] (2021)
  - Team Qhubeka ASSOS (01.2021-06.2021)
  - Team Qhubeka NextHash (06.2021-12.2021)